# Shivania serrata
Shivania serrata är en insektsart som beskrevs av Chandrasekhara A. Viraktamath 2004. Shivania serrata ingår i släktet Shivania och familjen dvärgstritar. Inga underarter finns listade i Catalogue of Life.